# Isola di Santa Margherita
L'isola di Santa Margherita (francese: île Sainte-Marguerite; latino: Lero) è la più grande delle Isole di Lerino nel golfo della Napoule di fronte a Cannes in Francia. Fu il luogo di reclusione del leggendario Uomo con la maschera di ferro.

## Descrizione
L'isola misura 3.000 m di lunghezza e 900 m di larghezza. Uno stretto marittimo di 1.100 m, poco profondo, la separa dal continente. L'isola è ricoperta da boschi di eucalipti, i più antichi d'Europa, e di pini. La maggior parte dell'isola è coperta da foreste, la dodicesima più visitata in Francia.

## Storia

### Nell'antichità
Le prime tracce di occupazione dell'isola risalgono al VI secolo a.C. per opera di una popolazione ligure. I Liguri vi edificarono un santuario all'eroe Leron, da cui prese nome l'isola. I Liguri furono scacciati dai Romani. Nel 122 a.C. una catastrofe naturale fece sprofondare le isole di diversi metri nel mare. Al tempo di Plinio il Vecchio il porto era scomparso, ma ne veniva ancora tramandato il ricordo («in qua Berconi oppidi memoria»).

### Leggende medioevali
Il nome attuale dell'isola prende il nome da Margherita, sorella di sant'Onorato di Arles. Nel V secolo Margherita dirigeva una comunità religiosa. Suo fratello, che viveva nell'isola vicina, non poteva vederla perché l'isola era vietata alle donne. Il santo le comunicò che le avrebbe fatto visita una sola volta all'anno, durante la fioritura dei mandorli. Margherita pregò con tanto fervore Dio che i mandorli piantati sulla riva fiorirono ogni mese. Davanti a questo miracolo, Onorato riconobbe il rigore ascetico della sorella.
Secondo un'altra leggenda sull'isola Onorato e Margherita combatterono contro un drago che, ferito mortalmente, volò via per andare a morire sulle colline dell'entroterra sul luogo dell'odierno villaggio di Draguignan.
Un'altra leggenda racconta che all'arrivo di Onorato queste isole erano infestate da insetti e serpenti. Per renderle abitabili scatenò un maremoto che travolse tutto. Si salvò dall'onda salendo in cima ad una palma, ritratta nello stemma araldico della città di Cannes.

### La guerra dei trent'anni

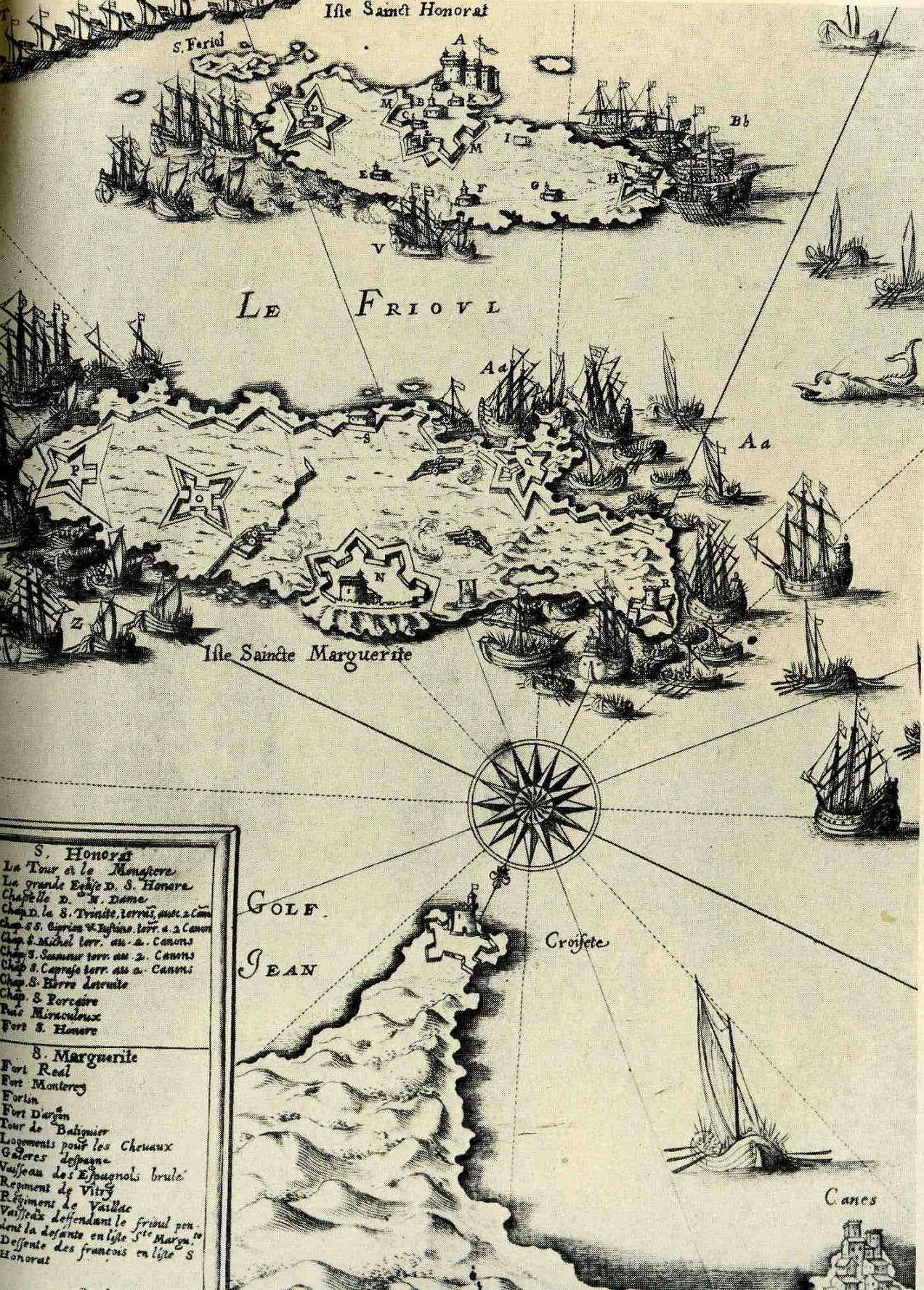
La riconquista delle Isole di Lerino da parte francese nel 1637 (Carta del 1639)

Durante la guerra dei trent'anni gli Spagnoli occuparono le isole tra il 1635 e il 1637. Per riconquistarle il governatore di Provenza, il maresciallo de Vitry, radunò delle milizie sulla costa, mentre il cardinale Richelieu inviò una flotta sotto il comando di Henri d'Escoubleau de Sourdis, arcivescovo di Bordeaux e il conte d'Harcourt. Gli spagnoli furono scacciati e le loro bandiere esposte nella cattedrale di Notre-Dame, dove per celebrare la vittoria fu intonato il Te Deum.

### L'enigma della Maschera di ferro

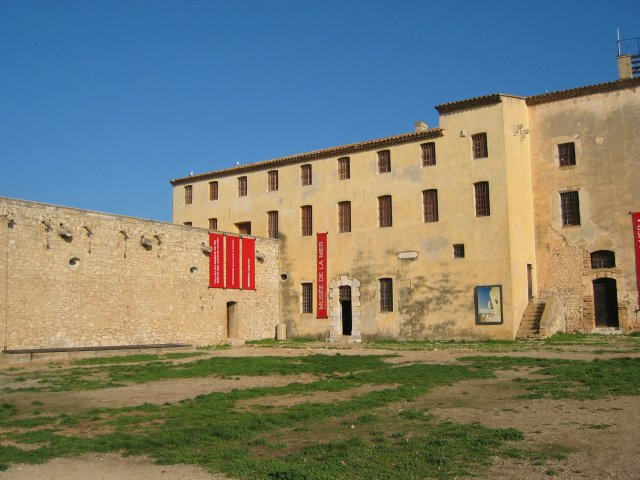
La prigione della Maschera di Ferro

Nel 1687 al forte di Santa Margherita, prigione di Stato, giunse un prigioniero particolare: un uomo con una maschera di ferro. Molte ipotesi sono state fatte su chi si celasse dietro quella maschera, ma la sua identità rimane sconosciuta.
Saint-Mars, incaricato di sorvegliare il prigioniero, ottenne la carica di governatore della Bastiglia nel 1689, dove fu trasferito assieme al sorvegliato che morì nel 1703.

### Altri prigionieri illustri
Fu incarcerato nell'isola anche Claude François Paparel, già consigliere del re di Francia, tesoriere straordinario di guerra e tesoriere della gendarmeria e dei cavalleggeri, condannato per peculato e imprigionato a vita. Si disse che fosse morto nell'isola nel 1725 in povertà: in realtà nell'isola godeva di una pensione di 1.000 franchi (corrispondenti alla paga di un luogotenente) con parecchi domestici. Fu riabilitato e morì a Parigi nel 1725 con una pensione di 8.000 livre.
Nel 1812 Maurice de Broglie, vescovo di Gand, vi fu imprigionato per dieci mesi. In seguito vi fece piantare degli eucalipti. Dopo la conquista dell'Algeria nel 1830 parecchi capitribù vi furono imprigionati dalle autorità francesi. Nel 1874 il maresciallo François Achille Bazaine vi scontò otto mesi di detenzione prima riuscire a fuggire e di rifugiarsi in Spagna.

## Luoghi d'interesse

### Il forte

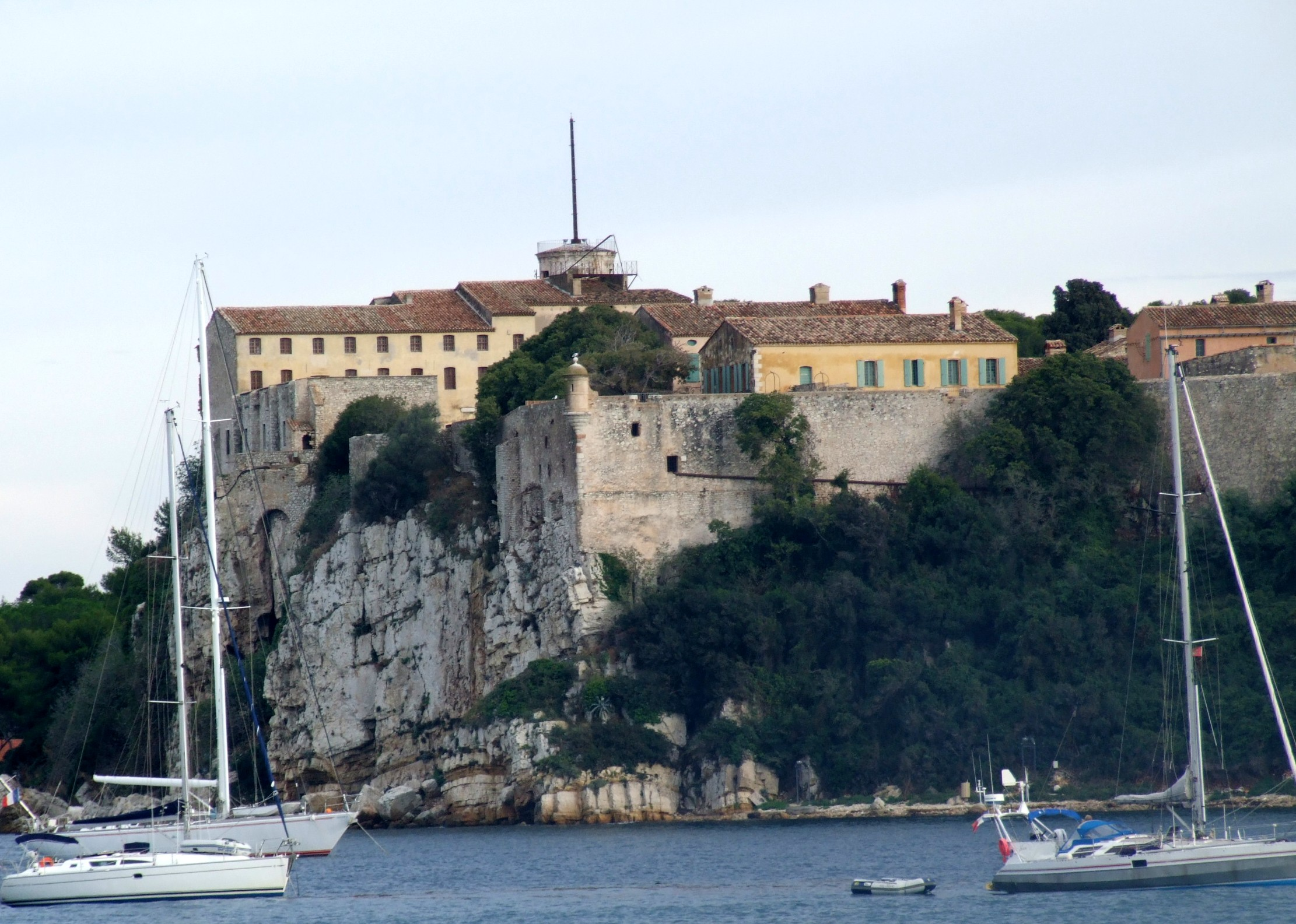
Il forte Vauban

Richelieu ordinò la costruzione di un forte, migliorato dagli Spagnoli e poi da Vauban. Fu utilizzato come prigione di Stato. Dopo la rivoluzione francese, divenne prigione militare. 
Oggi ospita il Museo del mare con l'esposizione di reperti archeologici sottomarini. Si possono visitare la cella della Maschera di Ferro e le celle di sei pastori protestanti imprigionati dopo la revoca dell'editto di Nantes con l'editto di Fontainebleau.

### Forni per proiettili
Nel 1793 il generale Napoleone Bonaparte ordinò la costruzione due forni per proiettili: uno ad est, su Punta del Drago, e uno ad ovest. Erano utilizzati per scaldare le palle di cannone ad oltre 1.000 °C e provocare incendi una volta entrati in contatto con il legno delle navi nemiche. Due forni simili sono installati alle estremità est ed ovest dell'isola di Sant'Onorato: in questo modo le navi nemiche potevano essere attaccate con un fuoco incrociato di artiglieria.

### Le Grand Jardin
Il Grand Jardin, unica proprietà privata dell'isola, è un giardino di 13.750 m² coltivato da molti secoli. Si trova a sud, nella parte più protetta e più fertile dell'isola, di fronte a Sant'Onorato.
La vegetazione è composta da cedri del Libano, palme, molti alberi da frutto e molte specie di fiori.

### Il cantiere navale
Il cantiere navale dell'Estérel, di fronte Cannes-la-Bocca, è il solo attrezzato per accogliere yacht da 50 m tra l'Italia e La Seyne-sur-Mer.
Da quando è stato costruito, gli ecologisti hanno intrapreso una causa giudiziaria per ottenerne la chiusura..

## Galleria d'immagini

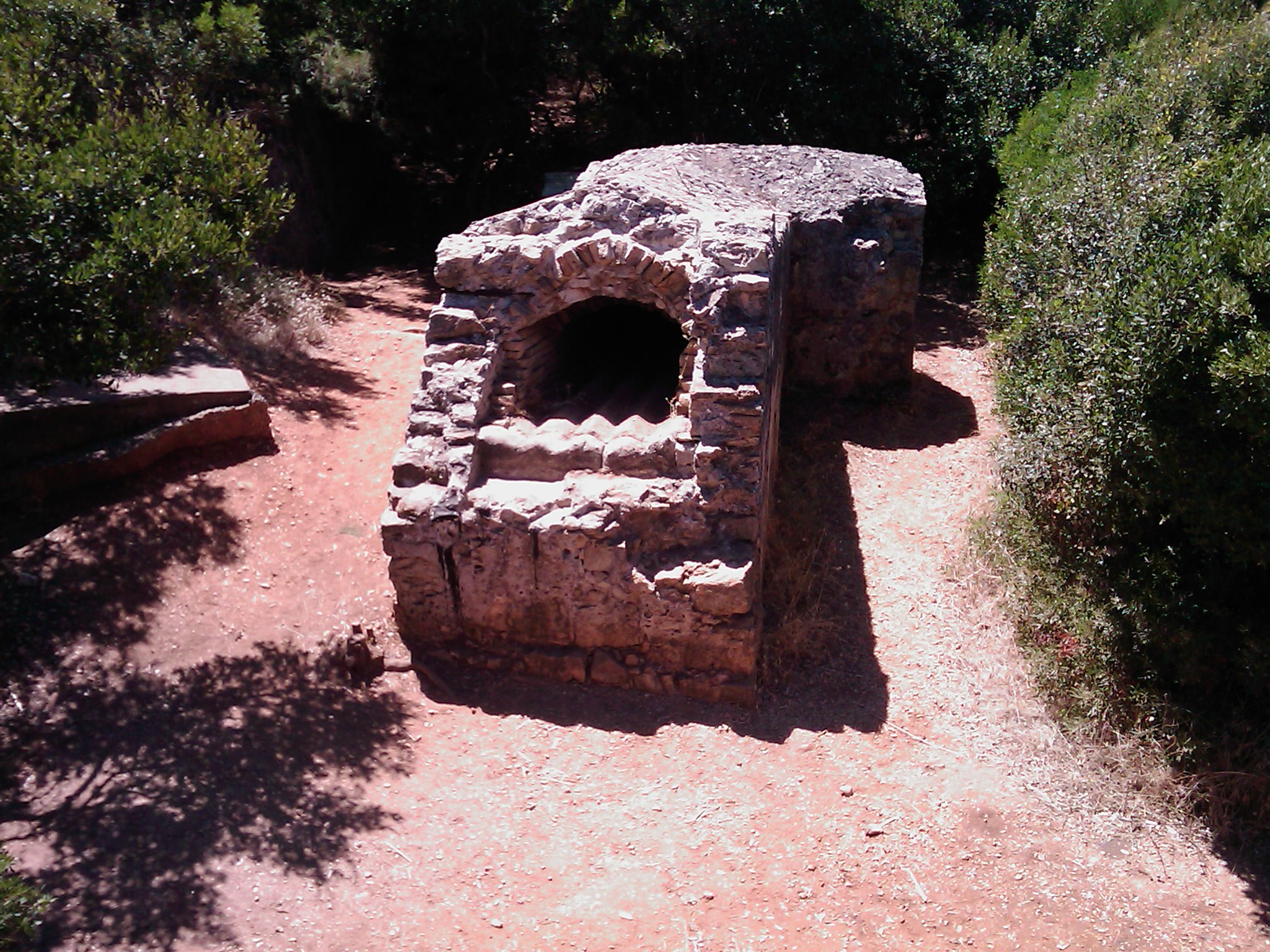
Il forno per proietti sulla Punta del Drago
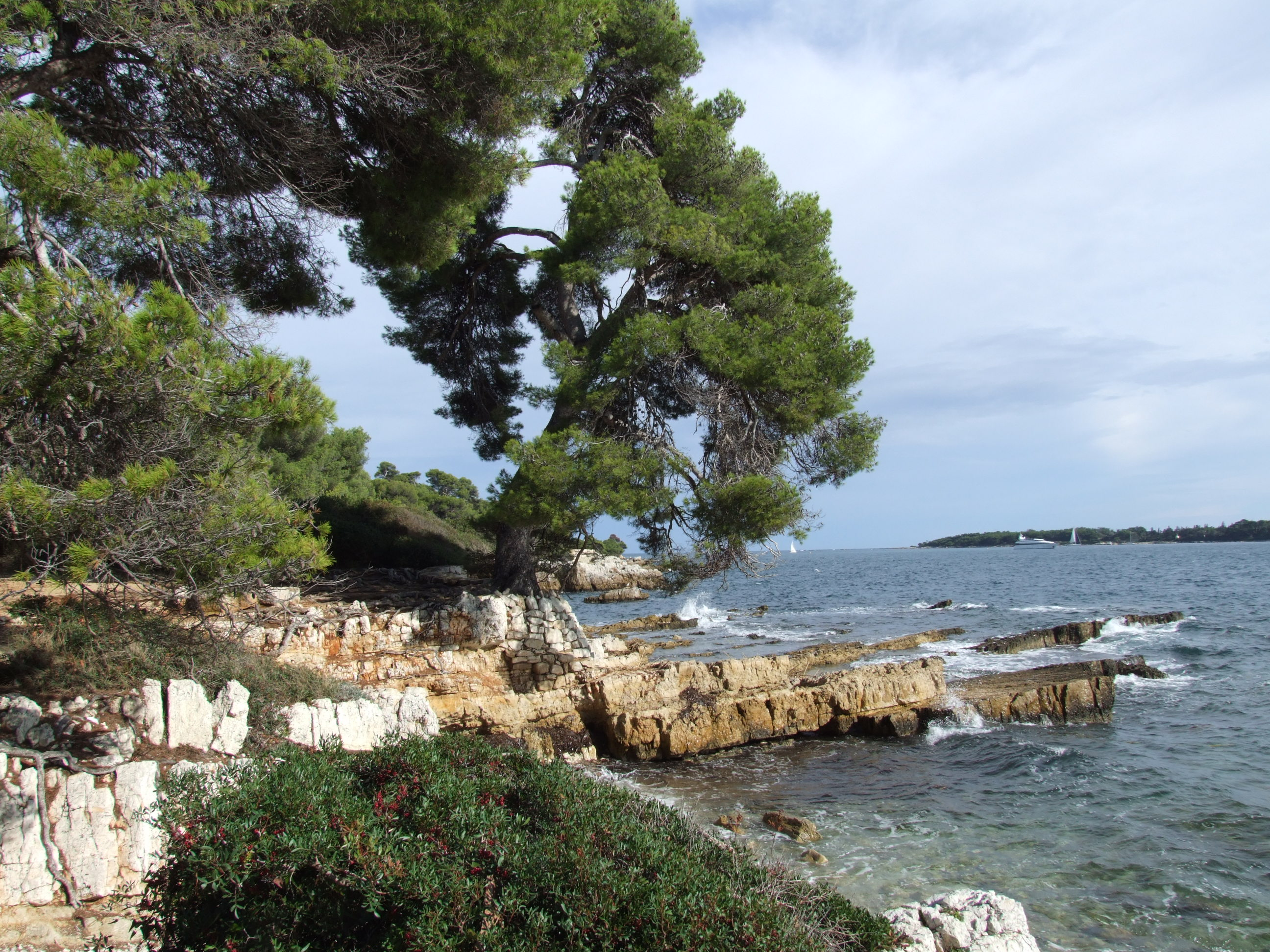
La riva del mare
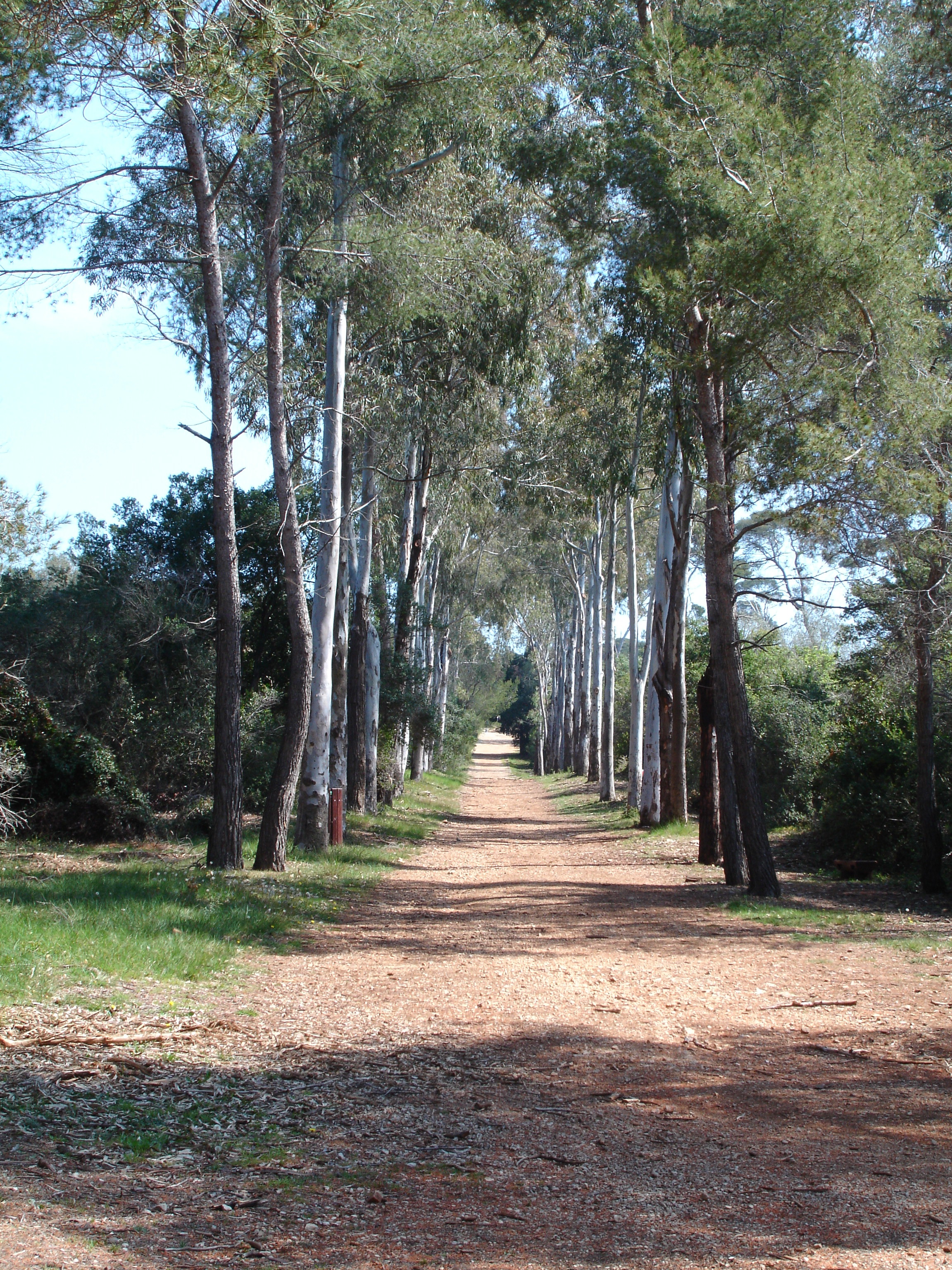
Un sentiero
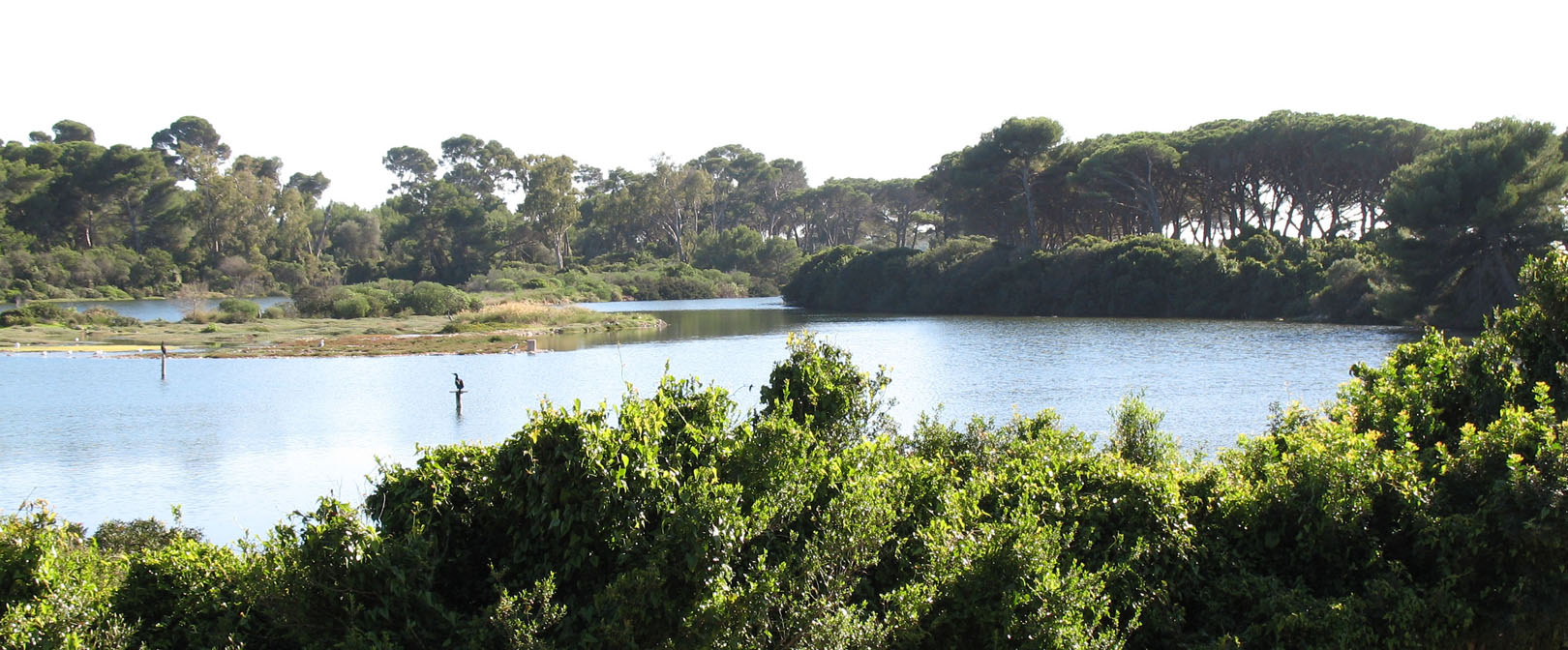
L'Étang du Batéguier